# Davorin Komljenović
Davorin Komljenović (10. srpnja 1944.), hrvatski šahist, velemajstor iz Slavonskog Broda.
Po statistikama FIDE sa službenih internetskih stranica od 12. travnja 2012., s 2449 bodova 28. je igrač na ljestvici aktivnih šahista u Hrvatskoj, 1035. u Europi a 1314. na svijetu. 
Naslov međunarodnog majstora 1984. godine.
1991. je godine stekao velemajstorski naslov.
2011. je osvojio srebro na svjetskom prvenstvu za veterane.

## Vanjske poveznice
- Hrvatski šahovski savez  Arhivirana inačica izvorne stranice od 11. travnja 2012. (Wayback Machine) Nacionalna rejting lista od 1. ožujka 2012.